# 213e division d'infanterie (Empire allemand)
Pour les articles homonymes, voir 213e division d'infanterie.
La 213e division d'infanterie est une unité de l'armée allemande créée en 1916 qui participe à la Première Guerre mondiale sur le front de l'ouest. Elle prend part à la bataille de la Somme. En 1917, la division est successivement engagée sur le chemin des Dames et à Verdun en subissant de lourdes pertes. En 1918, elle participe à la bataille de l'Aisne, puis aux combats défensifs de l'automne en Champagne. La division est dissoute au cours de l'année 1919.

## Première Guerre mondiale

### Composition

#### 1916
- 37e brigade d'infanterie de réserve

149e régiment d'infanterie
368e régiment d'infanterie
74e régiment d'infanterie de réserve
- 2e escadron du 5e régiment de hussards de réserve
- 272e régiment d'artillerie de campagne
- 284e compagnie de pionniers

#### 1917 - 1918
- 37e brigade d'infanterie de réserve

149e régiment d'infanterie
368e régiment d'infanterie
74e régiment d'infanterie de réserve
- 2e escadron du 5e régiment de hussards de réserve
- 213e commandement divisionnaire d'artillerie

272e régiment d'artillerie de campagne
79e bataillon d'artillerie à pied
- 213e bataillon de pionniers

### Historique
La division est formée par le regroupement de trois régiments d'infanterie : le 149e régiment d'infanterie issu de la 4e division d'infanterie, le 74e régiment d'infanterie de réserve issu de la 19e division de réserve et le 368e régiment d'infanterie issu de la 10e division de remplacement (en).

#### 1916
- 8 - 14 septembre : formation dans la région de Spincourt, au nord-est de Verdun.
- 15 - 30 septembre : transport par V.F., mouvement vers le front, engagée dans la bataille de la Somme dans le secteur de Combles et subit de fortes pertes.
- 1er octobre 1916 - 4 janvier 1917 : retrait du front, mouvement vers Bohain-en-Vermandois puis transport par V.F. dans la région de Coucy-le-Château-Auffrique. Occupation d'un secteur du front vers Nouvron-Vingré jusqu'à la fin du mois d'octobre, après une semaine de repos, mouvement de rocade et occupation d'un secteur vers Moulin-sous-Touvent et Autrêches[1].

#### 1917
- 4 - 22 janvier : retrait du front, repos et instruction au camp de Sissonne.
- 22 janvier - 17 mars : transport par V.F. dans la région d'Appilly, puis occupation d'un secteur entre l'Oise et Quennevières[1].
- 17 mars - 16 avril : retrait du front au nord de l'Ailette en direction de Chauny, puis stationnement dans la région de Laon.
- 16 - 22 avril : mouvement vers le front, engagée dans la bataille du Chemin des Dames à l'est de Craonne au nord de la Ville-aux-Bois-lès-Pontavert. Violentes contre-attaques vers Juvincourt-et-Damary, les énormes pertes de la division entrainent son retrait du front[1].
- 22 - 26 avril : repos et réorganisation dans la région d'Amifontaine grâce à l'apport des hommes du 617e régiment d'infanterie dissous[1].
- 26 avril - 29 mai : mouvement vers le front, à nouveau engagée dans la bataille du Chemin des Dames vers Corbeny.

8 mai : attaque française
10 mai : contre-attaque allemande, les pertes pour ces deux assauts sont très lourdes.
- 29 mai - 30 juillet : retrait du front, transport par V.F. dans la région de Spincourt.
- 31 juillet - 25 août : mouvement vers le front de Verdun, occupation d'un secteur sur la cote 304 sur la rive gauche de la Meuse.

20 août : engagée dans la bataille de Verdun, le 149e régiment subit de très lourdes pertes.
- 25 août - 5 octobre : retrait du front, repos dans la région d'Asfeld[1].
- 5 octobre 1917 - 10 mai 1918 : mouvement vers le front, occupation d'un secteur vers Brimont et Courcy.

#### 1918
- 10 - 24 mai : retrait du front, relevée par la 242e division d'infanterie, repos dans la région d'Asfeld[2].
- 24 mai - 27 septembre : mouvement vers le front et occupation du secteur de Brimont. Engagée dans la bataille de l'Aisne à partir du 27 mai, progression vers Loivre, Merfy jusqu'à la stabilisation de la ligne de front à l'ouest de Reims passant par Vrigny, Ormes et Champigny[2].
- 27 septembre - 11 novembre : mouvement de rocade, transport par camions au sud de l'Arnes puis occupation d'un secteur du front vers Sainte-Marie-à-Py. La division se replie devant la poussée alliée et se trouve vers Machault, Vouziers et Attigny au cours du mois d'octobre[2]. Le 6 novembre, la division est identifiée vers Louvergny. Après la signature de l'armistice, la division est transférée en Allemagne et dissoute au cours de l'année 1919.

## Chefs de corps
| Grade           | Nom                               | Date                              |
| --------------- | --------------------------------- | --------------------------------- |
| Generalmajor    | Robert von Bernuth                | 6 septembre 1916 - 3 janvier 1918 |
| Generalleutnant | Thilo von Hanstein                | 4 janvier - 16 mars 1918          |
| Generalmajor    | Hans von Hammerstein-Gesmold (de) | 16 mars 1918 - 12 janvier 1919    |